# بروس كاتس
بروس كاتس (بالإنجليزية: Bruce Katz)‏ هو عازف جاز وعازف بيانو أمريكي، ولد في 19 أغسطس 1952.